# Академическое дело
Академи́ческое де́ло (дело академиков, Дело Академии наук или Дело Платонова — Тарле) — уголовное дело, сфабрикованное ОГПУ против группы учёных Академии наук и краеведов в 1929—1931 годах в Ленинграде, где до 1934 года находилась Академия наук СССР.

## История
Формирование дела проводилось в два этапа. Первый был связан с провалом на выборах в члены Академии в январе 1929 года трёх кандидатов-коммунистов, избиравшихся в числе 42 новых академиков. В газетах появились требования реорганизовать Академию наук и политические характеристики академиков, указывавшие на их якобы контрреволюционное прошлое. Однако после избрания коммунистов А. М. Деборина, Н. М. Лукина и В. М. Фриче эта кампания прекратилась.
Следующий натиск на Академию наук начался в августе 1929 года — для её «чистки» в Ленинград была направлена правительственная комиссия во главе с Ю. П. Фигатнером. В июне — декабре 1929 года по решению этой комиссии были уволены 128 штатных сотрудников (из 960) и 520 сверхштатных (из 830). Основной удар был направлен на учреждения, возглавлявшиеся историком С. Ф. Платоновым: Библиотеку Академии наук и Пушкинский дом.
В сентябре 1929 года начались аресты сотрудников Академии наук, в основном историков-архивистов. В Москве в это время шла активная подготовка к будущим показательным процессам «вредителей» («Промпартии» и другие). ЛенОГПУ начало создавать из арестованных учёных «монархическую контрреволюционную организацию». В январе 1930 года в Ленинграде были арестованы С. Ф. Платонов и все его ближайшие сотрудники, а также Е. В. Тарле, которого следствие прочило в министры иностранных дел сначала «Промпартии», затем «Трудовой крестьянской партии», затем — «Правительства Платонова». Полностью придуманный следователями ОГПУ «Всенародный союз борьбы за возрождение свободной России» якобы координировал контререволюционный заговор в Академии наук, организацию военных ячеек и складов оружия, связь работников Академии с агентами иностранных разведок, в том числе — путём организации зарубежных поездок ученых и конспиративных встреч в Париже, Берлине, Ватикане. Целью «Всенародного союза…» являлись свержение советской власти и восстановление монархии.
Первоначально были намечены к аресту также А. Е. Ферсман и С. Ф. Ольденбург, но в последний момент их фамилии были вычеркнуты из списка.
Всего в декабре 1929 — декабре 1930 годов по «Академическому делу» были арестованы свыше 100 человек, главным образом специалисты в области гуманитарных наук. К «делу» были привлечены также уже находившиеся в ссылке или в заключении бывшие сотрудники Академии наук (Г. С. Габаев, А. А. Арнольди, Н. П. Анциферов и др.).
Для придания большего веса организации в неё включили в качестве филиалов провинциальные отделения Центрального бюро краеведения — в феврале — марте 1930 года были произведены дополнительные аресты краеведов по всей стране, а в Ленинградский ДПЗ привезли из ссылок и лагерей осуждённых ранее гуманитариев. Общее число привлечённых по делу составило 115 человек.
Открытый процесс по делу так и не состоялся. Судьбу арестованных решила во внесудебном порядке коллегия ОГПУ своим постановлением от 8 августа 1931 года. К различным срокам заключения и ссылки были приговорены 29 человек, в том числе С. Ф. Платонов, Е. В. Тарле, Н. П. Лихачёв, М. К. Любавский (умер в ссылке в 1936 году), старший учёный хранитель Пушкинского дома Н. В. Измайлов, востоковед А. М. Мерварт, С. В. Рождественский (умер в ссылке в 1934 году), филолог А. А. Петров (расстрелян в 1938 году), Ю. В. Готье, С. В. Бахрушин, Д. Н. Егоров (умер в ссылке в 1931 году), В. Н. Бенешевич (расстрелян в 1938 году) и другие.
В феврале — августе 1931 года постановлениями ОГПУ группа бывших офицеров гвардии, работавших в различных учреждениях Академии наук (А. А. Кованько, Ю. А. Вержбицкий и др.), была приговорена к расстрелу; к заключению и ссылке были приговорены:
- группа научных сотрудников учреждений Академии наук, Русского музея, Центрархива и др. (в их числе А. С. Путилов, С. В. Сигрист, Н. С. Платонова, Ф. Ф. Скрибанович, Б. М. Энгельгардт, А. А. Достоевский (племянник писателя Фёдора Достоевского), А. А. Бялыницкий-Бируля, М. Д. Присёлков, С. И. Тхоржевский, А. И. Заозерский и др.),
- группа сотрудников Академии наук, связанных с экспедиционной работой (Н. В. Раевский, П. В. Виттенбург, Д. Н. Халтурин и др.),
- так называемая «церковная группа» (священники А. В. Митроцкий, М. В. Митроцкий, бывший профессор Петроградской духовной академии А. И. Бриллиантов, учёный хранитель Азиатского музея М. М. Гирс и др.),
- так называемая «немецкая группа» (профессор Э. Б. Фурман, пастор А. Ф. Фришфельд и др.),
- группа издательских работников (Ф. И. Витязев-Седенко, С. С. и Е. Г. Барановы-Гальперсон).

## Последствия и реабилитация
«Академическое дело» нанесло ущерб исторической науке и краеведению в СССР:
- оборвалась преемственность в подготовке кадров
- на несколько лет остановилась исследовательская работа
- под запретом оказались исследования народничества, истории церкви, дворянства и буржуазии

Советские историки стали послушным орудием советской пропагандистской машины.
Реабилитация репрессированных затянулась до 1967 года.